# Angelica Bella
Angelica Bella (nascuda Gabriella Piroska Mészáros, Tiszalök, Hongria; 15 de febrer de 1968 - 5 de maig de 2021) va ser una actriu pornogràfica i model eròtica hongaresa.

## Biografia
Va ser descoberta al febrer de 1990 pel fotògraf Pierre Woodman durant un càsting en Budapest. No obstant això no supera els filtres pertinents, per mesures, i no continua en següents. Mesos més tard, ja en 1991, Nils Molitor va decidir produir dues pel·lícules de dues sèries venudes a baix preu per Majfilm, un estudi de cinema hongarès. Demana a una agència local que trobi a una jove rossa o bruna per a les seves pel·lícules. Es presenten una dotzena, entre elles Angelica Bella, que aconsegueix el seu primer paper com a actriu pornogràfica, sota el pseudònim de Katy Kay, en Le tireur est en prison. Debutava llavors amb 21 anys.
Als mesos següents, Bella va aparèixer en sis pel·lícules produïdes a Alemanya. La seva reputació s'estén i arriba a oïdes del cineasta alemany Josef Baumberger, qui la contracta per gravar Les secrets de Mozart.
CCom a actriu, ha treballat principalment amb productores italianes, destacant DBM Video, Bella Video, Mario Salieri, Heatwave, Metro, FM Video, Herzog, Grand'Idea, Sin City, Anabolic, Pleasure, Leisure Time o Private, entre otras.
Posteriorment, el cineasta italià Mario Salieri es fixaria en Angelica Bella per a realitzar diversos papers en les seves pel·lícules pornogràfiques. Bella va arribar a signar un contracte en exclusiva amb Tècnica Cinenatografica, passant el seu temps entre Budapest i Roma. Amb l'ajuda de l'actor Christoph Clark, es va tractar de potenciar la seva imatge personal a Itàlia, buscant que fos la successora natural de la llavors actriu Cicciolina.
Després de conquistar el mercat europeu, decideix provar sort als Estats Units. No el va aprofitar molt i va fer el seu debut en 1992 amb The Anal-Europe Series 1 i 2, probablement serà el seu vídeo més famós, així com The Fisherman's Wife, filmat a Miami aquest mateix any. Als Estats Units arribaria a gravar amb actors com Joey Silvera i Tom Byron.
En 1993, va guanyar el premi que lliurava els Hot d'Or a la Millor actriu europea per La femme du pêcheur.
Després del fracàs estatunidenc, l'actriu va prendre el camí a Europa des dels seus inicis i va continuar rodant pel·lícules pornogràfiques per a diversos estudis italians i alemanys. Quan Cicciolina es va retirar en 1992 i Moana Pozzi va morir en 1994, Bella va descobrir que no sols era l'actriu pornogràfica més popular d'Itàlia, també una de les deu millors actrius d'aquest tipus a Europa.
Es va retirar el 2006, i havia aparegut en un total de 75 pel·lícules com a actriu.
Va morir al maig de 2021, als 53 anys d'edat.

## Filmografia
- Roma Connection (1991) (com Gabriella Dari)
- Spritzende Colts (1991) (com Gabriella Jankov)
- The Anal-Europe Series 1: The Fisherman's Wife (1992)
- The Anal-Europe Series 2: Fantasies (1992)
- Casa d'appuntamento (1992)
- Eccitazione fatale (1992)
- Heidi, Heida 2 (1992) (com Keti Kay)
- Heidi läßt sie alle jodeln (1992) (com Keti Kay)
- Heidi, Teil 4: Mösleins-Bergwelt (1992) (com Keti Kay)
- Heidi, Teil 5, und die lustigen Spritzbuben der Berge (1992) (com Keti Kay)
- Inside Gabriela Dari (1992) (com Gabriella Dari)
- Le Professoresse di sessuologia applicata (1992)
- Tutta una vita (1992) (com Gabriella Dari)
- Fruit Cocktail (1993)
- Penetrazioni più profonde (1993)
- En viking i Budapest (1993) (com Gabriela Dari)
- La porno dottoressa (1993)
- Belle Angelica Bella (1994)
- Dirty Doc's Butt Bangers: Vol. 3 (1994)
- Dirty Doc's Butt Bangers: Vol. 16 (1994)
- Giochi anali delle porno sorelline, I (1994)
- Halsning från Budapest (1994)
- Private Film 16: Cannes Fantasies (1994)
- La Veuve de Buda-Fesse (1994)
- Perché alle donne piace prenderlo in culo (1995)
- Angel's Vengeance (1995)
- Bar Job (1995)
- Euroflesh 10: Rome After Dark (1995)
- Il frutto del peccato (1995)
- Kinky Villa (1995)
- Lezioni di pi...ano (1995)
- Peccati di culo (1995)
- Secrets of Mozart (1995) (com Kitty Kay)
- L'affare s'ingrossa: Peccati di culo 2 (1996)
- Angelica az örömkatona (1996)
- Grossi calibri al campo militare (1996)
- Tons of Cum 25 (1998)
- Anal X Import 18: France (1998)
- Boned from Behind (1998)
- Confessioni anali (1998)
- Foreign Fucks & Sucks (1998)
- L'incesto (1998) (amb Dirty Sisters)
- I peccati di una casalinga (1998)
- Intime Kammerspiele (1999)
- Pierino la peste 2 (1999)
- Perfect Asses (2000)
- Bad Hair Day (2001)
- The Best of Angelica Bella (2001)
- Chez Twat (2001)
- Private Casting X 27: Gili Sky (2001)
- Amiche di letto (2001)
- Extreme Fetish Flicks: 2 Dicks for 1 Hole (2002)
- Downtown Very Brown (2002)
- Private Lust Treasures 4 (2002)
- Veniteci dietro (2004)
- La signora degli uccelli (2004)
- Fotomodelle anali (2005)
- Ammucchiate anali (2006)
- Di dietro tutto (2006)
- Tutto in gola 2 (2006)
- Tutto in gola 3 (2006)
- Clip Tipp 60: Angelica Bella (2007)

## Premis i nominacions
| Any  | Cerimònia | Resultat   | Premi                 | Treball             |
| ---- | --------- | ---------- | --------------------- | ------------------- |
| 1993 | Hot d'Or  | Guanyadora | Millor actriu europea | La femme du pêcheur |